# Music Inspired by the Life and Times of Scrooge
Music Inspired by the Life and Times of Scrooges (Música inspirada por la vida y tiempos de Scrooge en español) es el primer álbum solista del compositor y tecladista finlandés Tuomas Holopainen, conocido por sus trabajos en la banda de metal sinfónico Nightwish. El disco se basa en la novela gráfica "The Life and Times of Scrooge McDuck" (La Vida y Obra de Scrooge McDuck), escrito e ilustrado por Don Rosa, quien también ilustró la portada del disco. Fue lanzado el 11 de abril de 2014, con el primer sencillo "A Lifetime of Adventure" siendo puesto a la venta el 5 de febrero de 2014 con un vídeo musical dirigido por Ville Lipiäinen.
Cuenta con varios vocalistas incluyendo a Johanna Kurkela, Tony Kakko (Sonata Arctica) y narraciones por Alan Reid, con letras en inglés y gaélico escocés. Aparece la Orquesta Filarmónica de Londres, el grupo corista Metro Voices y varios músicos invitados como Troy Donockley, también integrante de Nightwish.

## Lista de canciones
Esta lista presenta a los vocalistas de cada canción:
1. Glasgow 1877 - 6:27 (Johanna Kurkela con narraciones de Alan Reid)
2. Into the West - 5:01 (Johanna livanainen)
3. Duel & Cloudscapes - 4:49
4. Dreamtime - 4:47 (Johanna livanainen)
5. Cold Heart of the Klondike - 6:52 (Tony Kakko)
6. The Last Sled - 5:40 (Johanna Kurkela con narraciones de Alan Reid)
7. Goodbye, Papa - 6:26
8. To Be Rich - 3:22 (Johanna Kurkela y Johanna livanainen)
9. A Lifetime of Adventure - 6:16 (Johanna Kurkela y Johanna livanainen)
10. Go Slowly Now, Sands of Time - 4:36 (Alan Reid y Johanna Kurkela)

iTunes Bonus Track
1. A Lifetime of Adventure (Alternative Version) - 6:00

## Personal
Músicos
- Tuomas Holopainen-Teclado, piano
- Troy Donockley-Gaita irlandesa, low whistle y bodhran
- Mikko livanainen-Guitarras, banjo
- Dermot Crehan-Violín
- Teho Majamäki-Didgeridoo
- Jon Burr-Armónica

Vocalistas
- Johanna Kurkela como "Glittering" Goldie O'Gilt
- Johanna livanainen como el narrador y Downy O'Drake
- Alan Reid como Scrooge McDuck
- Tony Kakko como narrador

Orquesta y Coros
- Pip Williams-Dirección y arreglos orquestales
- Orquesta Filarmónica de Londres
- Metro Voices

- Datos: Q15636211